# Liste der Monuments historiques in Rieumes
Die Liste der Monuments historiques in Rieumes führt die Monuments historiques in der französischen Stadt Rieumes auf.

## Liste der Bauwerke
| Bezeichnung | Beschreibung             | Standort                   | Kennzeichnung | Schutzstatus | Datum | Bild           |
| ----------- | ------------------------ | -------------------------- | ------------- | ------------ | ----- | -------------- |
| Markthalle  | Erbaut von 1822 bis 1825 | Place des Marchands (Lage) | PA31000066    | Inscrit      | 2004  | weitere Bilder |